# 讷夫马尼勒
讷夫马尼勒（法語：Neufmanil，法語發音：[nœfmanil]）是法国大東部大區阿登省的一个市镇，属于沙勒维尔-梅济耶尔区。

## 地理
讷夫马尼勒（49°48'37"N, 4°47'43"E）面积10.12 平方千米，位于法国大東部大區阿登省，该省份为法国北部内陆省份，西接埃纳省，南至马恩省，东临默兹省，北与比利时接壤。
与讷夫马尼勒接壤的市镇（或旧市镇、城区）包括：艾格勒蒙、默兹河畔博尼、热斯潘萨尔、拉格朗维尔、努宗维尔、蒂莱。

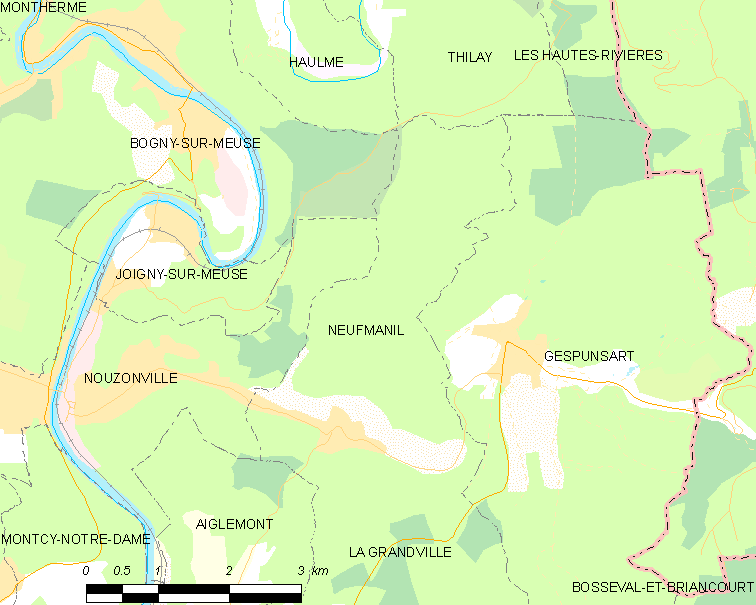
讷夫马尼勒的OSM定位图

讷夫马尼勒的时区为UTC+01:00、UTC+02:00（夏令时）。

## 行政
讷夫马尼勒的邮政编码为08700，INSEE市镇编码为08316。

## 政治
讷夫马尼勒所属的省级选区为维莱-瑟默斯县。

## 人口

1962-2008年间讷夫马尼勒人口变化图示

讷夫马尼勒于2022年1月1日时的人口数量为988人。